# دزيارجينسك
دزيرزهينسك (Дзержинск, Дзяржінск) هي مدينة في مقاطعة مينسكاجا فوبلاستس في روسيا البيضاء.
يبلغ عدد سكانها حوالي 24608 نسمة.

## توأمة
لدزيارجينسك اتفاقيات توأمة مع:
- فاسيلكيف